# Marcel Ankoné
Marcel Ankoné (Oldenzaal, 22 de septiembre de 1948) es un expiloto de motociclismo neerlandés, que disputó el Campeonato del Mundo de Motociclismo desde 1971 hasta 1977. Su mejor temporada fue la de 1976, cuando acabó en la undécima posición de la cilindrada de 500cc.

## Resultados en el Campeonato del Mundo
Sistema de puntuación desde 1969 hasta 1987:
| Posición | 1.º | 2.º | 3.º | 4.º | 5.º | 6.º | 7.º | 8.º | 9.º | 10.º |
| Puntos   | 15  | 12  | 10  | 8   | 6   | 5   | 4   | 3   | 2   | 1    |

### Carreras por año
(Carreras en negrita indica pole position; Carreras en cursiva indica vuelta rápida)
| Año  | Cat.  | Moto   | 1       | 2       | 3       | 4      | 5       | 6      | 7       | 8       | 9       | 10      | 11      | 12     | 13    | Pts. | Pos. |
| ---- | ----- | ------ | ------- | ------- | ------- | ------ | ------- | ------ | ------- | ------- | ------- | ------- | ------- | ------ | ----- | ---- | ---- |
| 1972 | 250cc | Yamaha | GER -   | FRA -   | AUT -   | NAT -  | IOM -   | YUG 7  | NED 12  | BEL 10  | DDR -   | CZE -   | SWE -   | FIN -  | ESP - | 5    | 25.º |
| 1972 | 350cc | Yamsel | GER -   | FRA -   | AUT -   | NAT -  | IOM -   | YUG -  | NED -   | BEL -   | DDR 6   | CZE -   | SWE -   | FIN 10 | ESP - | 6    | 25.º |
| 1973 | 250cc | Yamaha | FRA -   | AUT 11  | GER -   |        | IOM -   | YUG -  | NED Ret | BEL 15  | CZE -   | SWE -   | FIN Ret | ESP -  |       | 0    | –    |
| 1973 | 350cc | Yamaha | FRA Ret | AUT 9   | GER Ret |        | IOM -   | YUG 6  | NED 11  |         | CZE -   | SWE -   | FIN 7   | ESP -  |       | 11   | 19.º |
| 1973 | 500cc | Yamsel | FRA -   | AUT -   | GER -   |        | IOM -   | YUG -  | NED -   | BEL 9   | CZE -   | SWE -   | FIN -   | ESP 5  |       | 8    | 27.º |
| 1974 | 350cc | Yamaha | FRA 16  | GER -   | AUT -   | NAT -  | IOM -   | NED -  |         | SWE -   | FIN -   |         | YUG -   | ESP -  |       | 0    | -    |
| 1974 | 500cc | Suzuki | FRA -   | GER -   | AUT Ret | NAT -  | IOM -   | NED -  | BEL -   | SWE -   | FIN -   | CZE -   |         |        |       | 0    | -    |
| 1975 | 500cc | Suzuki | FRA 11  |         | AUT -   | GER 11 | NAT -   | IOM -  | NED -   | BEL -   | FIN -   | FIN -   | CZE 7   |        |       | 4    | 33.º |
| 1976 | 250cc | Yamaha | FRA -   | AUT -   | NAT -   | YUG -  | IOM -   | NED 14 |         |         | FIN -   | CZE -   | GER -   | ESP -  |       | 0    | -    |
| 1976 | 350cc | Yamaha | FRA DNQ | AUT -   | NAT -   | YUG -  | IOM -   | NED -  |         |         | FIN 13  | CZE Ret | GER -   | ESP -  |       | 0    | -    |
| 1976 | 500cc | Suzuki | FRA Ret | AUT -   | NAT 6   | IOM -  | NED Ret | BEL 3  | SWE 12  | FIN Ret | CZE Ret | GER 5   |         |        |       | 21   | 11.º |
| 1977 | 350cc | Yamaha | VEN -   |         | GER -   | NAT -  | ESP -   | FRA -  | YUG -   | NED DNQ |         | SWE -   | s FIN - | CZE -  | GBR - | 0    | -    |
| 1977 | 500cc | Suzuki | VEN Ret | AUT Ret | GER Ret | NAT -  |         | FRA -  |         | NED DNQ | BEL -   | SWE -   | FIN -   | CZE -  | GBR - | 0    | -    |